# Jean-Roland Mallet
Jean-Roland Mallet (ca. 1675 — Paris, 12 de abril de 1736) foi um historiador da economia francês.